# Magnetosfera
Magnetosfera je područje oko planeta i njihovih prirodnih satelita u kojem je magnetsko polje vretenasto oblikovano međudjelovanjem sa Sunčevim vjetrom. Magnetosferu ispunjavaju električki nabijene čestice iz Sunčeva vjetra, kozmičkih zraka, iz atmosfere planeta ili njegovih satelita koje međudjeluju s magnetskim poljem tijela. Zemljinu magnetosferu u smjeru Sunca ograničuje čeoni udarni val na udaljenosti 8 do 12 Zemljinih polumjera. Magnetosfera počinje oko 1000 kilometara iznad Zemljina tla. Strana magnetosfere nasuprotna Suncu produžuje se u obliku repa daleko u međuplanetarni prostor. U magnetosferi se nalaze Van Allenovi pojasi pojačanoga elektromagnetskoga zračenja.
Osim Zemlje, i čitav niz drugih planeta imaju magnetosferu, kao što su: Merkur, Jupiter, Saturn, Uran i Neptun. Jupiterov mjesec Ganimed ima malu magnetosferu – ali je cijela smještena unutar magnetosfere Jupitera, sa složenim međudjelovanjem. Ionosfere magnetski slabih planeta Venere i Marsa, djelomično odbijaju Sunčev vjetar, ali nemaju magnetosferu.

## Povijesne činjenice
Zemljinu magnetosferu je otkrila 1958. svemirska letjelica Explorer 1. Prije toga, znanstvenici su znali da električne struje postoje u svemiru, jer su primijetili da sunčeve erupcije ponekad vode do geomagnetskih oluja. 1959. je Thomas Gold predložio ime magnetosfera.

## Zemljina magnetosfera
Zemljina magnetosfera je dio svemira, koji je određen zemljinim magnetskim poljem, plazmom Sunčevog vjetra i međuplanetarnim magnetskim poljem. U magnetosferi, mješavina iona i elektrona, i od sunčevog vjetra i od zemljine ionosfere, je zarobljena s elektromagnetskim silama, koje su puno snažnije od gravitacije i sila sudaranja.
Usprkos imenu, ona nema oblik kugle. Kao i većina drugih planetarnih magnetosfera, ona ima ovalni oblik, kao kap rose, uglavnom zbog sunčevog vjetra. Na strani Sunca, do njene granice je oko 70 000 km (10 do 12 zemljinih radijusa; Rz = 6371 km), od centra Zemlje. Granica magnetosfere (magnetopauza) na polovima je oko 15 Rz, a na suprotnoj strani od Sunca je 20 do 25 Rz. Područje repa magnetosfere se rasteže na udaljenosti od oko 200 Rz, a možda i više.
Vanjska neutralna plinska ovojnica Zemlje, ili geokorona, uglavnom se sastoji od najlakših atoma, vodika i helija, i dopire do 4 do 5 Rz, s vrlo malom gustoćom. Vrući ioni plazme magnetosfere dobivaju elektrone za vrijeme sudara i stvaraju blagi sjaj energetski neutralnih atoma. 
Gornji dijelovi ionosfere, poznati kao plazmasfera, isto se protežu 4 do 5 Rz, s vrlo malom gustoćom, iznad čega nastaje protok laganih iona, koji se zovu polarni vjetar, i koji izlaze iz magnetosfere u solarni vjetar. Energija koja se taloži u ionosferi od polarne svjetlosti, jako zagrijavaju teže atmosferske elemente, kao što su kisik i molekule kisika i dušika, koje inače ne bi pobjegle iz zemljine gravitacije.
Zemljina magnetosfera pruža zaštitu, bez koje život ne bi mogao preživjeti. Mars, koji ima vrlo slabo magnetsko polje, vjerojatno je izgubio atmosferu i vodu, zbog direktnog utjecaja sunčevog vjetra. Za Veneru se misli da je izgubila velik dio vode, zbog svoje tanke atmosfere i zbog direktnog utjecaja sunčevog vjetra. Zbog veličine Jupiterove magnetosfere, postoji mogućnost slabog međudjelovanja sa Zemljinom magnetosferom.

## Opća svojstva
Dva čimbenika određuju strukturu i ponašanje magnetosfere: zemljino magnetsko polje i sunčev vjetar:
- Zemljino magnetsko polje izgleda da se stvara u Zemljinoj jezgri s dinamo procesom, koji je povezan s kretanjem tekućeg metala u jezgri, pogonjen unutrašnjim izvorima topline. Njegov glavni dio naliči na polje magnetizirane šipke (“polje dipola”), nagnuto za otprilike 10º, u odnosu na os rotacije Zemlje. Ali postoje i još složeniji dijelovi (“viši harmonici”), kako je prikazao Carl Friedrich Gauss. Dipolno magnetsko polje ima jakost oko 30 000 – 60 000 nT na površini Zemlje, i njegova snaga slabi s kubom udaljenosti. Tako na primjer, na udaljenosti od 1 Rz, od površine Zemlje, je samo 1/8 od vrijednosti na površini Zemlje. Viši harmonici slabe još jače, tako da na magnotosferu utječe samo dipolno magnetsko polje.
- Sunčev vjetar je brzo otjecanje vruće plazme sa Sunca u svim smjerovima. Iznad Sunčevih ekvatora doseže brzinu od 400 km/s, a iznad Sunčevih polova i duplo više. Protok je osnažen sa Sunčevom koronom, koja ima temperature od nekoliko milijuna Kelvina. Sastav Sunčevog vjetra naliči na sastav Sunca – oko 95 % ima iona i protona, oko 4 % jezgri helija i 1 % teških čestica (C, N, O, Ne, Si, Mg.... sve do Fe) i dovoljno elektrona da plazmu održi neutralnom. Na Zemaljskoj orbiti je gustoća oko 6 iona/cm3 i sadrži promjenjivo međuplanetarno magnetsko polje jačine 2 do 5 nT.

Plazma iz Sunčevog vjetra i plazma u ionosferi Zemlje su odvojene s granicom, magnetopauzom, tako da je Zemaljska plazma ograničena u magnetosferi, okružena protokom Sunčevog vjetra. Odvajanje nije kompletno, zahvaljujući drugom procesu, magnetskom ponovnom spajanju – inače bi bilo vrlo teško prenijeti dio energije sa Sunčevog vjetra – ali ipak razdvajanje prevladava.
Dodatna karakteristika magnetosfere je na strani Sunca, oko 13.5 Rz, “prednji udar” (engl. bow shock), a u kojem ustvari nema sudaranja. U tom djelu Sunčev vjetar ima veliku brzinu, zatim se smanji 2 do 3 puta, da bi se na bokovima ponovo povećala, zbog djelovanja preostalog Sunčevog vjetra.
Da bi se razumjela magnetosfera, treba zamisliti magnetske linije polja, koje određuju smjer magnetskog polja u svakoj točki – koje se šire u blizini magnetskog sjevernog pola (geografski južni pol) i ponovo se zatvaraju u blizini južnog magnetskog pola (geografski sjeverni pol). Ako ih zamislimo kao žičani model – onda one vode uhvaćene električki nabijene čestice, koje klize uzduž linija kao kuglice.

## Pojasevi radijacije
Kada su prvi naučni sateliti lansirani 1958. – Explorer 1 i 3 iz SAD, te Sputnik 3 iz Sovjetskog Saveza – neočekivano su spazili snažni pojas radijacije oko Zemlje, kojeg drži Zemljini magnetsko polje. To je bio unutrašnji pojas radijacije, s energijom od 10 do 100 MeV, za kojeg se kasnije objasnilo kao “raspadanje neutrona zbog refleksije”, druga posljedica međudjelovanja kozmičkih zraka s gornjom atmosferom. Centar tog pojasa radijacije je na ekvatoru oko 1.5 Rz os Zemljinog centra.
Kasnije je viđena grupacija uhvaćenih iona i elektrona, koje su na ekvatoru udaljene 2,5 do 8 Rz, s izlaznom energijom od 1 MeV. Kasnije su je nazvali vanjski pojas radijacije, ali ipak glavnina ima nizu energiju od 65 keV i prepoznata je kao prstenasta struja plazme.
Hvatanje električki nabijenih čestica u magnetsko polje je dosta stabilan proces. To je posebno jako za unutrašnji pojas, zato što hvatanje neutrona od refleksije je prilično spor proces, traje i godinama. 1962. je SAD testirao termonuklearno oružje visoko iznad Tihog oceana, na oko 400 km iznad Zemljine površine, i stvorio se umjetni visoko energetski pojas elektrona, koji se mogao zapaziti 4 do 5 godina kasnije (danas su ti pokusi zabranjeni!).
Vanjski pojas je manje postojan, jer postoji sudaranje električki nabijenih čestica s atomima geokorone, koje utječe na nestajanje tog pojasa. To znači da postoji izvor koji stalno opskrbljuje taj pojas sa svježom plazmom.

## Magnetski rep
Magnetski rep nastaje zbog pritiska Sunčevog vjetra na Zemaljsku magnetosferu. On se može izdužiti na velike udaljenosti i do 200 Rz, suprotno od Sunca. Plazma koja se stvara i koja je uhvaćena u magnetski rep, može ometati rad svemirskih letjelica, komunikaciju i navigaciju.

## Električne struje u svemiru
Magnetsko polje magnetosfere dolazi od Zemljinog magnetskog polja, ali i od električnih struja koje teku plazmom u magnetosferi – plazma djeluje kao elektromagnet. Magnetsko polje koje kruži oko te plazme, može izdužiti Zemljino magnetsko polje, puno dalje u svemir, nego što je predviđeno.
Za razliku od klasičnog električnog kruga s otporom, gdje električna struja nastaje povećanjem napona, električna struja u magnetosferi više liči na kretanje plazme u magnetskom polju. Elektroni i pozitivni ioni, koji su uhvaćeni u dipolnom magnetskom polju Zemlje, teže da se kreću po linijama magnetskog polja, bez dobivanja ili gubljenja energije. Ako se gleda iznad magnetskog sjevernog pola (geografski južni pol), ioni se kreću u smjeru kazaljke na satu, a elektroni suprotno od kazaljke na satu, stvarajući električnu struju, poznatu kao prstenasta struja. Znači, za to nije potreban napon – električna struja nastaje kretanjem iona i elektrona u magnetskom polju. 
Svaka takva električna struja će promijeniti magnetsko polje. Prstenasta struja će ojačati magnetsko polje izvana, povećavajući veličinu magnetosfere. U isto vrijeme, ona slabi unutrašnje magnetsko polje. Kod magnetskih oluja, prstenastoj struji se dodaje plazma, koja je stvara jačom, a u isto vrijeme magnetsko polje Zemlje slabi za 1 do 2 %.
Ali iznimka postoji, gdje napon tjera električnu struju. To se dešava s Birkeland strujom, koja teče iz dalekog svemira do polova ionosfere, nastavlja jedan dio ionosfere i zatim se vraća u svemir. Taj električni krug se još uvijek proučava.

## Podjela magnetskih polja
Bez obzira da li se razmatra kao uzrok ili posljedica magnetosfernog polja, električna struja uvijek teče u zatvorenom krugu. Magnetsko polje magnetosfere možemo podijeliti u 5 različitih dijelova:
1.Unutrašnje magnetsko polje Zemlje, koja nastaje iz električnih struja u jezgri. Ima oblik dipola, a djelomično ga mijenjaju viši harmonici
2.Magnetsko polje prstenaste struje, koje stvara plazma, uhvaćena u dipolnom magnetskom polju Zemlje, obično na udaljenosti 3 do 8 Rz (manje za vrijeme grmljavinskih oluja). Ta struja teče otprilike oko magnetskog ekvatora, u smjeru kazaljke na satu (ako se gleda sa sjevernog pola). Postoji i slaba struja koja teče na unutrašnjem dijelu prstena, zbog opadanja gustoće plazme bliže Zemlji
3. Magnetsko polje koje razdvaja Zemaljsku plazmu i magnetsko polje unutar magnetosfere. Ta struja teče na magnetopauzi, granici između magnetosfere i Sunčevog vjetra. Ona nastaje zbog kretanja električki nabijenih čestica po linijama magnetskog polja, a ne zbog postojanja nekog napona
4.Električna struja u repu magnetosfere, u kojem imamo dvije grupe suprotnih magnetskih polja i gušću plazmu u sredini (0,3 do 0,5 iona/cm3 u sredini repa i 0,01-0,02 iona/cm3 na krajevima)
5.Birkeland strujno polje, koje ima grane u ionosferi i prstenastoj struji, koje je povezano i s nastajanjem polarne svjetlosti. Za razliku od prethodnih sistema električne struje, on zahtijeva stalan unos energije, da omogući grijanje svog puta u ionosferi i ubrzanja elektrona i pozitivnih iona polarne svjetlosti.

## Prijelazna magnetska oluja
Prijelazna magnetska oluja se javlja u repu magnetosfere, za vrijeme jakih magnetskih oluja sa Sunca, kada rep “nabubri” i čini rep nestabilnim, te se mijenja njegova struktura.

## Poveznice
- Plazmatska sfera
- Plazmatski sloj
- Prstenasta struja